# David Mitchell (író)
David Mitchell (Southport, Nagy-Britannia, 1969. január 12. –) angol író.

## Élete
A Kenti Egyetemen tanult angol- és amerikai irodalmat, majd később master fokozatot szerzett összehasonlító irodalomtudományból.
Tanulmányai befejeztével egy évig élt Szicílián, majd Hiroshimába költözött, ahol 8 éven át tanított angol nyelvet középiskolásoknak. Európába visszatérve az írországbeli Cork városában telepedett le, jelenleg is itt él japán feleségével, Keikóval és két gyermekükkel.

## Művei
- Szellemírók Ghostwritten (1999)
- number9dream (2001)
- Felhőatlasz Cloud Atlas (2004)
- Black Swan Green (2006)
- The Thousand Autumns of Jacob de Zoet (2010)
- Csontórák The Bone Clocks (2014)
- Slade House (2015)

### Magyarul megjelent regényei
- Szellemírók (Ghostwritten); ford. Bart Dániel; Ulpius-ház, Bp., 2004, ISBN 963-9475-79-3
- Felhőatlasz (Cloud Atlas); ford. Bajtai Zoltán, Borbás Mária, Czigányik Zsolt, Falvay Dóra, Hordós Marianna, Polyák Béla; Cartaphilus Kiadó, Bp., 2012, ISBN 9789632662206
- Csontórák (The Bone Clocks); ford. Pék Zoltán; Európa, Bp., 2019, ISBN 9789635040193

## Elismerések
- 1999-ben John Llewellyn Rhys-díjat kapott Ghostwriters című regényéért, mint a legjobb 35 év alatti brit író.
- Jelölték 1999-ben a Guardian Magazin első könyves íróknak járó díjára (Guardian First Book Award).
- Man Booker-díj – A number9dream és a Cloud Atlas is bekerült a legjobb 6 közé, a Black Swan Green azonban csak az első, ún. hosszú listára került fel.
- A Granta magazin 2003-ban a legjobb fiatal brit regényírók közé választotta.
- Geoffrey Faber-emlékdíjat kapott 2005-ben a Cloud Atlas című regényéért.